# Ernst Nachmanson
Ernst Nachmanson (Stoccolma, 3 febbraio 1877 – 4 dicembre 1943) è stato un filologo classico e grecista svedese, fratello di August e Joseph Nachmanson.

## Biografia
Nachmanson era di origine ebraica. Si laureò all'Università di Uppsala nel 1905, dove divenne poi docente di lingua e letteratura greca nel 1904. Fu professore di letteratura greca all'Università di Göteborg dal 1919. Divenne medico onorario nel 1924.
Nachmanson fu soprattutto un conoscitore della lingua greca. Tra le sue opere possono essere menzionate Laute und Formen der magnetischen Inschriften (tesi di dottorato, 1904), Beiträge zur Kenntnis der altgriechischen Volkssprache (1910), Historische attische Inschriften (1913) e Historische griechische Inschriften bis auf Alexander den Grossen (1913).
Le sue ricerche successive lo hanno portato nel campo della medicina greca con opere come Erotianstudien (1917) e Hippokrates och hans tid (1921).
Nel 1908 pubblicò Die vorgriechischen Inschriften von Lemnos, uno studio sulla stele di Lemno.